# Barrio de la Concepción (métro de Madrid)
Barrio de la Concepción est une station de la ligne 7 du métro de Madrid, en Espagne. Elle est établie sous l'intersection des rues de la Vierge-du-Val et Martínez-Villergas, dans le quartier de la Concepción, de l'arrondissement de Ciudad Lineal.

## Situation sur le réseau
La station se situe entre Parque de las Avenidas à l'ouest et Pueblo Nuevo au sud-est.

## Histoire
La station est ouverte aux voyageurs le 17 mars 1975, lors de la mise en service de la deuxième section de la ligne 7 entre Pueblo Nuevo et Avenida de América. Elle fait l'objet d'une rénovation générale en 2006.

## Services aux voyageurs

### Accès et accueil
La station possède deux accès équipés d'escaliers, d'escaliers mécaniques et d'ascenseurs.

### Intermodalité
La station est en correspondance avec les lignes d'autobus n°21, 48 et 146 du réseau EMT.